# ロドリゴ・イゼクソン・ドス・サントス・レイチ
ジゴン（Digão）ことロドリゴ・イゼクソン・ドス・サントス・レイチ（Rodrigo Izecson Dos Santos Leite、1985年10月14日 - ）は、ブラジルの首都・ブラジリア出身のサッカー選手。ポジションはセンターバック。ブラジル代表選手のカカは実兄。

## 来歴
サンパウロFCユースを経て、2004年に兄・カカの後を追うようにACミランプリマヴェーラ（U-20チーム）に入団。2005年からはセリエBのリミニ・カルチョFCへ2年間の武者修行に出た。2007年夏に晴れてミランのトップチームに登録。同年8月17日開催のベルルスコーニ杯、対ユヴェントス戦にて途中出場しミランでのデビューを果たした。しかしレギュラーとして定着は出来ず、2010-2011シーズン限りで契約を解除された。
2012-2013年にはアメリカのニューヨーク・レッドブルズに所属していたが、それ以降は無所属状態が続いている。
194cm・93kgという恵まれた体躯を生かしたパワフルなディフェンスが持ち味である。

## 人物・エピソード
- ACミランの大先輩であるパオロ・マルディーニを最も尊敬する選手に挙げている。
- 兄のニックネーム「カカー（Kaká）」は、幼き日のジゴンが兄の本名である「リカルド（Ricardo）」を上手く発音できずに「カカー」と呼んでいたことに由来する。